# Querétaro (stát)
Querétaro, oficiálně Estado Libre y Soberano de Querétaro (do češtiny volně přeloženo jako Svobodný a suverénní stát Querétaro) je jeden ze 31 států, které spolu s jedním federálním distriktem tvoří federativní republiku Mexiko. Na severu hraničí se San Luis Potosí, na západě s Guanajuatem, na východě s Hidalgem, na jihovýchodě s Méxicem a na jihozápadě s Michoacánem.

## Původ slova
Querétaro je slovo původem z řeči kmene Otomí (původních obyvatel Mexika).
Výraz querétaro v překladu znamená „ostrov modrých salamandrů“. Salamandrem je myšlen druh axolotl modroskvrnný (Ambystoma laterale)